# Juan Lindolfo Cuestas
Juan Lindolfo Cuestas (Paysandú, 6 gennaio 1837 – Parigi, 21 giugno 1905) è stato un politico uruguaiano.
È stato Presidente dell'Uruguay dal 25 agosto 1897 al 15 febbraio 1899 e dal 1º marzo 1899 al 1º marzo 1903.